# Unión para el Desarrollo Social
Unión para el Desarrollo Social (UDESO) fue una alianza electoral creada para participar en las elecciones presidenciales de Argentina de 2011.

## Historia
El 15 de junio de 2011 se anunció la formación de la coalición Unión para el Desarrollo Social y las candidaturas de Ricardo Alfonsín a la presidencia y de Francisco de Narváez a la gobernación de la provincia de Buenos Aires.aunque estas elecciones fueron marcadas por una gran sorpresa en las primarias, donde Cristina Fernández de Kirchner obtuvo el 50% de los votos , y las diversas fuerzas opositoras luchaban por el 2do lugar con menos del 15 % de los votos nacionales cada uno

## Partidos integrantes
Unión para el Desarrollo Social estaba integrado por los siguientes partidos políticos:
| Partido | Partido | Partido                       | Líder                  | Ideología                             | Posición      |
| ------- | ------- | ----------------------------- | ---------------------- | ------------------------------------- | ------------- |
|         |         | Unión Cívica Radical          | Ricardo Alfonsín       | Socialdemocracia Socioliberalismo     | Centro        |
|         |         | Unión Celeste y Blanco        | Francisco de Narváez   | Liberalismo económico Conservadurismo | Centroderecha |
|         |         | Partido Federal               | Gustavo Forgione       | Federalismo Conservadurismo           | Centroderecha |
|         |         | Partido Demócrata Progresista | Luis Alberto Galvalisi | Liberalismo Progresismo               | Centroderecha |

## Elecciones de 2011

### Presidencia de la Nación
En las elecciones presidenciales el frente presentó la fórmula Alfonsín - González Fraga, que quedó en tercer lugar por detrás del Frente para la Victoria y el Frente Amplio Progresista.
| Fórmula                        | Fórmula               | Partido o alianza     | Partido o alianza                         | Votos      | %     |
| Presidente                     | Vicepresidente        | Partido o alianza     | Partido o alianza                         | Votos      | %     |
| ------------------------------ | --------------------- | --------------------- | ----------------------------------------- | ---------- | ----- |
| Cristina Fernández de Kirchner | Amado Boudou          |                       | Frente para la Victoria                   | 11.865.055 | 54,11 |
| Hermes Binner                  | Norma Morandini       |                       | Frente Amplio Progresista                 | 3.684.970  | 16,81 |
| Ricardo Alfonsín               | Javier González Fraga |                       | Unión para el Desarrollo Social           | 2.443.016  | 11,14 |
| Alberto Rodríguez Saá          | José María Vernet     |                       | Compromiso Federal                        | 1.745.354  | 7,96  |
| Eduardo Duhalde                | Mario Das Neves       |                       | Frente Popular                            | 1.285.830  | 5,86  |
| Jorge Altamira                 | Christian Castillo    |                       | Frente de Izquierda y de los Trabajadores | 503.372    | 2,30  |
| Elisa Carrió                   | Adrián Pérez          |                       | Coalición Cívica ARI                      | 399.685    | 1,82  |
| Votos positivos                | Votos positivos       | Votos positivos       | Votos positivos                           | 21.927.282 | 95,52 |
| Votos en blanco                | Votos en blanco       | Votos en blanco       | Votos en blanco                           | 803.362    | 3,50  |
| Votos anulados                 | Votos anulados        | Votos anulados        | Votos anulados                            | 225.741    | 0,98  |
| Participación                  | Participación         | Participación         | Participación                             | 22.956.385 | 79,39 |
| Abstenciones                   | Abstenciones          | Abstenciones          | Abstenciones                              | 5.959.798  | 20,61 |
| Electores registrados          | Electores registrados | Electores registrados | Electores registrados                     | 28.916.183 | 100   |
| Fuentes:                       |                       |                       |                                           |            |       |

### Gobernador de Buenos Aires
En las Elecciones Primarias alcanzaron los 1.282.099 votos (16,72%) por lo que fueron habilitados para participar de las Elecciones Generales. En las generales quedaron en segundo lugar por detrás de Daniel Scioli quien fue reelecto en el cargo.
| Fórmula                             | Partido/Alianza                           | Votos     | %      |
| ----------------------------------- | ----------------------------------------- | --------- | ------ |
| Daniel Scioli Gabriel Mariotto      | Frente para la Victoria                   | 4.288.400 | 55,18% |
| Francisco de Narváez Mónica López   | Unión para el Desarrollo Social           | 1.231.660 | 15,85% |
| Margarita Stolbizer Francisco Morea | Frente Amplio Progresista                 | 904.912   | 11,64% |
| Martín Sabbatella Laura Clark       | Nuevo Encuentro                           | 503.683   | 6,48%  |
| Eduardo Amadeo Claudia Rucci        | Frente Popular PRO                        | 459.165   | 5,91%  |
| José Montes Daniel Rapanelli        | Frente de Izquierda y de los Trabajadores | 238.365   | 3,07%  |
| Juan Carlos Morán Elsa Quiroz       | Coalición Cívica                          | 145.756   | 1,88%  |